# Mignon è partita
Mignon è partita és una pel·lícula italiana del 1988 dirigida per Francesca Archibugi i protagonitzada, entre d'altres, per Stefania Sandrelli i Massimo Daiuto.

## Trama
Mignon, una parisenca de quinze anys sofisticada, esnob i altiva, arriba a Roma com a convidada d'una branca 'popular' de la seva família, els Forbicioni, enviats allà per la seva mare després que el pare d'ella, germà del cap de família romà, es va trobar investigat per la justícia francesa a causa de l'ensorrament d'un edifici construït amb materials defectuosos per la seva empresa constructora a El Caire, que va provocar la mort de dues persones.
La noia és un cos estrany entre un oncle massa absent, la seva distreta tia Laura i els seus cinc cosins i, reservada i orgullosa, fins i tot malhumorada, no fa res per integrar-se amb ells: no amb Chiara, amb qui discuteix sovint, no amb Tommaso, un groller de disset anys, ni amb la petita i maldestra Antonella, ni amb el petit Giacomino d'any i mig. En canvi, es troba vinculant-se amb Giorgio, de tretze anys, que potser té els mateixos gustos pels llibres que ell, que estima l'estudi i la literatura; Giorgio s'acaba enamorant d'ella però, tímid i reservat, no ho revela a ningú.
Cacio, un vulgar pinxo de barri i gran amic de Tommaso -que fins i tot l'indueix a robar a casa per pagar per sortir junts- la corteja de manera grollera i l'estrangera, avorrida i inquieta, turmentada pel rebuig de la seva mare que la deixa a Itàlia, acaba per abandonar-se a ell a la llibreria del seu oncle, on va començar a treballar -i que, simbòlicament, tot s'ha convertit, en particular, en un lloc de trobades sexuals clandestines, més que no pas en un centre de vida intel·lectual, des que el propietari també l'utilitza com a fons i coartada per la seva infidelitat endèmica cap a la seva dona.
Giorgio descobreix la noia entrellaçada amb Cacio, queda commocionat i perd l'interès per tot. Un dia, quan preveu tornar a casa, després d'una discussió amb el professor de llatí de l’Institut Mamiani, Laura tem que el nen hagi descobert la seva aventura amb el seu oncle Aldo: Giorgio, encara que desconcertat per l'estat de la seva mare i cada cop més angoixat, acaba a l'hospital per un intent de suïcidi després d'ingerir boles de naftalina, però es salva amb un rentat gàstric oportú.
Laura celebra, en presència dels seus fills i del seu marit, el seu quaranta aniversari i la redescoberta unió familiar i just aleshores Mignon informa a la seva família que està embarassada: per a consternació general, Giorgio, el seu cosí més proper, entén que, com el seu intent de suïcidi, fins i tot el simulat d'embaràs és un "gest teatral", encara que dictat pel patiment i la desesperació, per cridar l'atenció, ja que Mignon, havent forçat la situació, finalment tindrà l'oportunitat de tornar a casa.
Giorgio, encara enamorat de la seva cosina, intenta en va perseguir el taxi que la porta a l'aeroport, però es veu obstaculitzat per les reixes de la porta, a través de les quals, ja gran, ja no pot passar. Aleshores s'adona que el seu destí podria haver evolucionat d'una altra manera si només, un cop es troben al moll, no hagués perdut una altra oportunitat i li hagués donat el petó desitjat a Mignon.

## Repartiment
- Stefania Sandrelli: Laura, la mare
- Jean-Pierre Duriez: Federico
- Massimo Dapporto: Aldo
- Céline Beauvallet: Mignon
- Leonardo Ruta: Giorgio
- Francesca Antonelli: Chiara
- Daniele Zaccaria: Tommaso
- Eleonora Sambiagio: Antonella
- Flavio Chiappalone: Giacomino
- Lorenzo De Pasqua: Cacio
- Micheline Presle: professora Girelli

## Recepció crítica
- (...) Crida l'atenció la claredat amb què escull els plans sense complaença, l'elegància amb què subordina la seva cultura cinematogràfica a la necessitat de captar moments de veritat en les mirades dels seus personatges, la seva confiança en explicar el dificultats en la relació entre les diferents generacions, el dolor de créixer i viure els sentiments al màxim (G. Brunetta)[3]
- El Dizionario Morandini assigna a la pel·lícula tres estrelles sobre cinc i la defineix com una primera obra brillant.[4][5]
- El Dizionario Farinotti li assigna tres estrelles de cinc[6]

## Reconeixements
- 1989 - David di Donatello[7]
  - Millor director novell a Francesca Archibugi
  - Millor argument a Francesca Archibugi, Gloria Malatesta i Claudia Sbarigia
  - Millor actriu protagonista a Stefania Sandrelli
  - Millor actor secundari a Massimo Daiuto
  - Millor enginyer de so a Candido Raini
- 1989 - Nastro d'argento
  - Millor director novell a Francesca Archibugi
  - Millor actriu no protagonista a Stefania Sandrelli

- 1989 - Ciak d'oro
  - Millor actriu secundària a Stefania Sandrelli[8]
  - Millor primera pel·lícula a Francesca Archibugi[8]
  - Millor guió a Francesca Archibugi, Gloria Malatesta e Claudia Sbarigia[8]
  - Millor manifest[8]
- 1988 - Festival Internacional de Cinema de Sant Sebastià 1988
  - Premi CIGA per Nous Realitzadors a Francesca Archibugi[9]